# ハネムーン期間 (報道)
ハネムーン期間（ハネムーンきかん）とは、近代の民主主義政治において、政権交代後の新政権の最初の100日間のことを指す。発足直後の新政権は一般的に高い支持率を示す傾向があり、新政権の最初の100日と国民・マスメディアの関係を新婚期（蜜月）の夫婦になぞらえて名付けられた。アメリカ合衆国では報道機関のみならず野党も、この100日間は新政権に対する批判や性急な評価を避ける紳士協定がある。

## 歴史
1933年、フランクリン・ルーズベルトがアメリカ大統領に就任すると、全国産業復興法や農業調整法など、のちにニューディール政策と総称される複数の重要法案をわずか100日程度で矢継ぎばやに成立させた。この業績を引っさげ、ルーズベルトは炉辺談話として著名なラジオ演説で「わたしの100日をよくみてほしい」と国民に語りかけたのが、このハネムーン期間の始まりとされる。
アメリカでは二大政党による政権交代が幾度も行われた経験があることや議院内閣制の国と異なり新大統領の就任から閣僚ほかの顔ぶれが揃うまでに時間がかかることから、新政権が軌道に乗るまである程度の時間を要することを国民が理解、容認しており、
政権交代に伴う大きな政策転換を具体化するまでに必要な日数の目安として、きりが良いこともあり、ハネムーンは定着した。
こうした歴史的経緯から、新政権の最初の100日に対しマスメディアは性急な評価を保留する一方で、最初の100日を経過した後には「最初の100日間は成功であったかどうか」を厳しく問うのが常である。また、新政権が「最初の100日に何を行うか」は重要な選挙公約の一項目とされている。
2017年に就任したドナルド・トランプ大統領の場合は、選挙中から主要メディアと対立姿勢を見せていた構図から、ハネムーン期間はないようなものと報じられた。

## 日本での導入
日本では2009年の第45回衆議院議員総選挙で勝利した民主党による政権交代に前後して、新政権に対する厳しい評価を避けるハネムーン期間の存在がマスメディアによって幾度も指摘されている。
当時、野党になることが確定していた自由民主党・公明党連立政権の麻生内閣で経済産業大臣を務めていた二階俊博も「新政権のスタートでありますから、当然最初のうちはハネムーンとして、我々も民主党及び民主党連立各党の取組を見守っていくという姿勢が大事」として批判を控える姿勢を示した。また、政権交代後に首相となった鳩山由紀夫は、鳩山政権発足後100日以上経過した2010年の首相年頭所感で「ハネムーンの期間は過ぎました。温かい目で見てくれとは、もう申し上げません。」と言及している。